# 寬弓棘鼠
寬弓棘鼠（學名Euryzygomatomys spinosus），屬於哺乳綱嚙齒目棘鼠科。生活在南美的阿根廷、巴西和巴拉圭，是寬弓棘鼠屬下唯一一種。